# Спенс, Малкольм
Малкольм Эмануэль Огастес Спенс (англ. Malcolm Emanuel Augustus Spence; род. 2 января 1936) — ямайский легкоатлет, бегун на короткие дистанции. Бронзовый призёр летних Олимпийских игр.
Брат-близнец ямайского легкоатлета-олимпийца Мелвилла Спенса.

## Биография
На летних Олимпийских играх 1956 года в Мельбурне (Австралия) и 1964 года в Токио (Япония) выступал в составе сборной команды Ямайки.
На летних Олимпийских играх 1960 года в Риме (Италия) выступал за сборную команду Британской Вест-Индии. Завоевал бронзовую медаль в эстафете 4×400 метров вместе с Джимом Веддерберном, Китом Гарднером и Джорджем Керром.